# Eva Medusa Gühne
Pour les articles homonymes, voir Medusa.
Eva Medusa Gühne, née en 1961 à Berlin, est une actrice allemande de théâtre et de cinéma.

## Biographie
Elle est la fille de l'acteur Eric Gühne.
En février 2021, elle fait partie des 185 acteurs et actrices allemands à faire leur coming-out public dans une lettre ouverte demandant plus de diversité.

## Filmographie

### Au cinéma
- 1983 : Heinrich Penthesilea von Kleist
- 1992 : Die blaue Stunde : la concierge de la piscine
- 2001 : Wie Feuer und Flamme (de)Grenzbeamtin #2
- 2002 : Väter (de) : Mitbewohnerin Melanie
- 2007 : Preußisch Gangstar (de) : la mère d'Olis
- 2013 : Before Snowfall (Før snøen faller) : Dörthe
- 2016 : Etage X (court-métrage) : Hille
- 2019 : Revolvo (court-métrage) : Anette
- 2021 : Nico d'Eline Gehring : femme au volant

### À la télévision
- 1987 : Reichshauptstadt privat (téléfilm) : Amanda Haak
- 1992 : Sterne des Südens (de) (série télévisée) : Line
- 1993 : Tatort (série télévisée)
- 1994-1998 : Wolff, police criminelle (série télévisée) : madame Holbe / madame Kramberg
- 1999 : Rosa Roth (de) (série télévisée) : agent d'accès
- 2002 : Für alle Fälle Stefanie (série télévisée) : Dr. Kreidel
- 2004 : SOKO Wismar (de) (série télévisée)
- 2010 : Der Fotograf (téléfilm) : la femme